# Dom na przedmieściu
Dom na przedmieściu (cz. Na konci města) – czechosłowacki czarno-biały dramat kryminalny z 1955 w reżyserii Miroslava Cikána.

## Obsada
- Miloš Nedbal jako porucznik František Lukeš
- Gustav Heverle jako porucznik Václav Budil
- Oldřich Vykypěl jako kapitan Jirák
- Vítězslav Vejražka jako Karel Vedral, budowniczy
- Oldřich Lukeš jako Antonín Záhora
- Vlasta Vlasáková jako Emilie Záhorova
- Rudolf Hrušínský jako Emil Kalčík, kierowca ciężarówki
- Miroslav Doležal jako laborant
- Bohuš Záhorský jako Hubert Kostka
- Marie Brožová jako Kostková
- Soběslav Sejk jako redaktor Kovář
- Ludmila Vostrčilová jako Dohnalová, kochanka Kalčíka
- Jiří Vršťala jako Josef Válek
- Eva Jiroušková jako Mařenka Válkova
- Marie Rosůlková jako Vedralová
- Vítězslav Boček jako dr Daněk, komisarz śledczy
- Vladimír Řepa jako mechanik samochodowy
- Karel Pavlík jako Zoubek
- Růžena Lysenková jako Zoubková
- Eva Klepáčová jako Věra, córka Lukeša
- Josef Chvalina jako lokator
- František Hanus jako główny inżynier
- Oldřich Hoblík jako redaktor
- Ota Sklenčka jako brygadzista
- Miloš Willig jako robotnik
- Emil Bolek jako konduktor
- Karel Hovorka jako lokator
- Josef Bláha jako technik
- Josef Steigl jako świadek Kalčíka